# Laurent Wagner
Laurent Wagner (* 1960 in Lyon) ist ein französischer Dirigent. 

## Ausbildung und Engagements
Laurent Wagner studierte nach dem Abitur zunächst am Conservatoire régional de Lyon und am Conservatoire national supérieur de musique et de danse de Paris (CNSMDP) Klavier, Fagott, Komposition und Kammermusik, bevor er 1982 Mitglied der Kapellmeisterklasse von Karl Österreicher an der Musikhochschule Wien wurde. Er machte dort den Abschluss sowohl in Korrepetitionspraxis als auch in Dirigieren mit Auszeichnung.
Wagner durchlief die klassische Kapellmeisterlaufbahn, nachdem er sich während des Studiums ein großes Opernrepertoire erarbeitet hatte. Nach ersten Stationen als Repetitor und Kapellmeister in Heidelberg, Gelsenkirchen, Wuppertal und als maestro interno am Gran Teatre del Liceu in Barcelona sowie als 1. Kapellmeister/stellvertretender Generalmusikdirektor am Theater Dortmund wurde Laurent Wagner 1994 als Generalmusikdirektor an das Saarländische Staatstheater Saarbrücken berufen, wo er – neben  Konzerten und Opernpremieren mit Schwerpunkt auf dem deutschen Repertoire – Projekte wie die Aufführung von Messiaens Turangalîla-Sinfonie, Alban Bergs gesamtem Orchesterwerk, dessen Opern Wozzeck und Lulu sowie Schönbergs Moses und Aron innerhalb eines Zyklus der „Wiener Moderne“ verwirklichte.
Seine anschließende Zeit ab 1998 als Operndirektor und Chefdirigent am Theater St. Gallen rückte das italienische Repertoire verstärkt ins Zentrum seiner Arbeit. Sein Weg führte ihn dann von 2003 bis 2006 als Principal Conductor zum irischen Rundfunkorchester (RTÉ Concert Orchestra). Darüber hinaus dirigierte er an der Opera Ireland in Dublin  Opernproduktionen, unter anderem die irische Erstaufführung von Richard Strauss’ Salome. Seit 2006 widmet er sich verstärkt auch der Ausbildung junger Sänger im Opernbereich. So unterrichtete er 2006 und 2007 in Tel Aviv am International Vocal Arts Institute (IVAI), wo er mit Nachwuchssängern Mozarts Entführung aus dem Serail und Le nozze di Figaro einstudierte, sowie als Gastdozent am Pariser Konservatorium, seit 2013 auch am Konservatorium in Rennes. 
Von 2013 bis 2020 war Laurent Wagner Generalmusikdirektor am Theater Altenburg/Gera (Theater & Philharmonie Thüringen).

## Gastdirigate
Zahlreiche Rundfunkaufnahmen, Konzertmitschnitte und CDs zeugen von der Bandbreite und Vielfalt seiner künstlerischen Arbeit. Als Gastdirigent ist Laurent Wagner im inner- und außereuropäischen Ausland tätig. Im Konzertbereich dirigierte er unter anderem das Orchester der Beethovenhalle in Bonn, die Bamberger Symphoniker, das Philharmonische Orchester Erfurt, die Münchner Symphoniker, die Nürnberger Symphoniker, die Mecklenburgische Staatskapelle Schwerin, das irische Staatsorchester (RTÉNSO), beim West Cork Chamber Music Festival in Bantry/Irland, die Straßburger Philharmoniker, das Orchestre National du Capitole de Toulouse sowie in Freiburg im Breisgau, Magdeburg, Osnabrück, Plauen/Sachsen, Zwickau, Graz, St. Gallen, Bordeaux, Porto, Verona, Tallinn, São Paulo, Peking und Tokio. Im Opernbereich dirigierte er unter anderem an der Deutschen Oper Berlin (Aida), an der Oper Leipzig (La Cenerentola) und (La Bohème), am Opernhaus Chemnitz (Die Meistersinger von Nürnberg), am Theater Bielefeld (La belle Hélène), am Theater Basel (Schweizer Erstaufführung von Rossinis Il viaggio a Reims sowie Carmen), an der Oper Graz (Der Rosenkavalier und Il trovatore), in Cosenza/Kalabrien (Carmen), an der Opera Zuid in Maastricht (Un ballo in maschera und La Bohème).

## Ur- und Erstaufführungen
- Dominick Argento: Die letzte Reise des Edgar Allan Poe, europäische Erstaufführung, Theater Dortmund, 12. Juni 1992
- Walter Steffens: Die Judenbuche, Libretto: Peter Schütze (nach Annette von Droste-Hülshoffs Novelle), Uraufführung, Theater Dortmund, 31. Januar 1993[4]
- Wilfried Hiller: Der Rattenfänger, Libretto: Michael Ende, Auftragswerk des Theaters Dortmund, Uraufführung, Theater Dortmund, 26. September 1993[5]

## Auszeichnungen
Laurent Wagner wurde 2007 für seine langjährigen Verdienste als Botschafter der französischen Musik vom französischen Staatspräsidenten zum Chevalier des Ordre national du Mérite ernannt.